# Las Anonas, Oaxaca
Las Anonas är en ort i Mexiko.   Den ligger i kommunen San Miguel Chimalapa och delstaten Oaxaca, i den sydöstra delen av landet, 600 km sydost om huvudstaden Mexico City. Las Anonas ligger 142 meter över havet och antalet invånare är 276.
Terrängen runt Las Anonas är huvudsakligen kuperad, men västerut är den platt. Runt Las Anonas är det glesbefolkat, med 14 invånare per kvadratkilometer. Närmaste större samhälle är Lázaro Cárdenas, 10,1 km väster om Las Anonas. Omgivningarna runt Las Anonas är en mosaik av jordbruksmark och naturlig växtlighet.